# 哈利勒·易卜拉欣·J·哈姆坎
哈利勒·易卜拉欣·J·哈姆坎（1989年5月20日 -  ）是一名沙烏地阿拉伯举重运动员，身高1.63米。2010年参加广州亚运会，以270千克的成绩获77公斤级比赛第七名。